# Cymaenes modestus
Cymaenes modestus is een vlinder uit de familie van de dikkopjes (Hesperiidae). De wetenschappelijke naam van de soort is voor het eerst geldig gepubliceerd in 1943 door Kenneth Hayward.